# Piotr Szulkin
Piotr Andrzej Szulkin (ur. 26 kwietnia 1950 w Gdańsku, zm. 3 sierpnia 2018 w Warszawie) – polski reżyser, scenarzysta, plastyk, autor książek, aktor, profesor sztuk filmowych (2013), nauczyciel akademicki Państwowej Wyższej Szkoły Filmowej, Telewizyjnej i Teatralnej im. Leona Schillera w Łodzi.

## Życiorys
Urodził się w rodzinie profesora fizyki Pawła Szulkina (rektora Politechniki Gdańskiej) i Marii Mielnik (zm. 1986). Został absolwentem Liceum Plastycznego w Warszawie (1965–1970) oraz Szkoły Filmowej w Łodzi (1970–1975). 
Jako profesor Wydziału Reżyserii Szkoły Filmowej w Łodzi wykształcił wielu reżyserów młodego pokolenia.
Autor ponad 30 realizacji artystycznych (filmy fabularne, krótkie, teatry TV, książki), za które otrzymał ponad 50 nagród (w większości międzynarodowych).
W 1974 ożenił się z Renatą Karwowską (doktor psychologii, wieloletnia prorektor Szkoły Wyższej Psychologii Społecznej).

## Filmy pełnometrażowe
- 1979: Golem
- 1981: Wojna światów – następne stulecie
- 1984: O-bi, o-ba. Koniec cywilizacji
- 1985: Ga, ga. Chwała bohaterom (oparty na filmie P.P. Pasoliniego Twaróg i książce Mirosława P. Jabłońskiego Kryptonim 'Psima'
- 1990: Femina (oparty na książce Krystyny Kofty)
- 2003: Ubu Król (na motywach sztuki Alfreda Jarry’ego)

## Filmy krótkie i telewizyjne
- 1972: Wszystko[3]
- 1975: Narodziny
- 1975: Dziewcę z Ciortem[4]
- 1976: Życie codzienne[5]
- 1976: Copyright Film Polski MCMLXXVI
- 1976: Oczy uroczne[6]
- 1978: Kobiety pracujące
- 1993: Mięso (Ironica)
- 1994: MFR – notacja

## Teatr Telewizji
- 1977: Krzyżówka (Robert F. Lane)[7]
- 1978: Opinia (Lech Borski)
- 1980: Maszyny do pisania (Murray Schisgal)[8]
- 1991: Pępowina (Krystyna Kofta)[9]
- 1992: Tango (Sławomir Mrożek)[10]
- 1995: To był skowronek (Ephraim Kishon)[11]
- 1996: Czapa, czyli śmierć na raty (Janusz Krasiński)[12]
- 1997: Kariera Arturo Ui (Berthold Brecht)[13]

## Twórczość literacka
- 1984: O-bi, o-ba i inne nowele
- 1986: Szpital, czyli o wpływie architektury monumentalnej na architekturę umysłów
- 1988: Gaga. Szpital
- 1988: Socjopatia
- 2011: Epikryza
- 2011: Lemistry (zbiór opowiadań – współautor)
- 2012: Życiopis (współpraca Piotr Kletowski, Piotr Marecki)[14]

Autor wielu esejów, artykułów publikowanych w prasie literackiej i społeczno-politycznej w Polsce.

## Scenariusze
Oprócz współpracy z Tadeuszem Sobolewskim przy scenariuszu filmu Golem, tekstu Krystyny Kofty Femina do filmu o tym samym tytule oraz Ubu Króla Alfreda Jarry w tłumaczeniu Tadeusza Żeleńskiego będącego podstawą tego filmu, wszystkie filmy Piotra Szulkina powstały na podstawie autorskich scenariuszy.

## Role filmowe
- 1980/81: Najdłuższa Wojna Nowoczesnej Europy (jako Marcin Kasprzak)[15]

## Ważniejsze nagrody
- 1974: Wszystko – Festiwal Etiud Filmowych Zygzak Warszawa – Grand Prix, Nagroda publiczności
- 1976: Dziewczę z Ciortom – Festiwal w Mannheim – Grand Prix, Festiwal Filmów krótkometrażowych w Krakowie, Nagroda FIPRESCI
- 1976: Doroczna Nagroda tygodnika Film „Złota Kamera”
- 1977: Copyright by Film Polski MCMLXXVI – Syrenka Warszawska, nagroda Jury Dziennikarzy Filmowych SFP
- 1977: Oczy Uroczne – Festiwal Triest – Nagroda Główna „Złota Pieczęć”
- 1979: Kobiety pracujące – Festiwal Oberhausen – Grand Prix
- 1980: Golem – Łagów – Złote Grona Kin Studyjnych
- 1980: Golem – Koszalin – „Jantar '80” nagroda dziennikarzy
- 1980: Golem – Festiwal Filmów Polskich – „Brązowe Lwy” za debiut.
- 1980: Golem – San Sebastián – Nagroda za zdjęcia dla Zygmunta Samosiuka
- 1980: Golem – PWSFTviT w Łodzi – Nagroda imienia Andrzeja Munka
- 1981: Golem – IMAGFIC Madryt Grand Prix „Złoty Monolit” – Nagroda Główna za Scenariusz, Nagroda Krytyki Międzynarodowej
- 1981: Golem – FILMEX Los Angeles, selekcja oficjalna
- 1981: Golem – Triest – Nagroda Główna za rolę kobiecą dla Krystyny Jandy
- 1982: Wojna światów – Triest – Nagroda Specjalna Jury, Nagroda Główna za rolę męską dla Romana Wilhelmiego
- 1982: Wojna światów – Avoriaz – Nagroda Specjalna Jury
- 1982: Wojna światów – Porto – Nagroda Główna za reżyserię
- 1982: Wojna światów – Los Angeles – selekcja oficjalna
- 1982: Wojna światów – IMAGFIC Madryt – Grand Prix Złoty Monolit – Nagroda Główna za scenariusz, Nagroda Główna za rolę męską dla Romana Wilhelmiego, Nagroda Jury Technicznego za zdjęcia dla Zygmunta Samosiuka
- 1984: EUROCON Seacon Brighton – Doroczna nagroda dla najlepszego reżysera S.F.
- 1985: Obi, oba – koniec cywilizacji – Gdańsk Festiwal Filmów Polskich – Brązowe Lwy Gdańskie za scenografię dla Andrzeja Kowalczyka
- 1985: Obi, oba – koniec cywilizacji – Lille – Nagroda Federacji Reżyserów Europejskich FERA
- 1986: Ga, ga – chwała bohaterom – Gdańsk Festiwal Filmów Polskich – Brązowe Lwy Gdańskie za montaż dla Elżbiety Kurkowskiej
- 1987: Ga, ga – chwała bohaterom – Strasburg – Nagroda Jury
- 1988: Ga, ga – chwała bohaterom – Clermont Ferrand – Doroczna nagroda pisma Mad Movies
- 1991: Femina – Gdynia Festiwal Filmów Polskich – Brązowe Lwy Gdańskie za kostiumy dla Małgorzaty Stefaniak
- 1994: Mięso (Ironica) – Oberhausen – Grand Prix Jury Międzynarodowego, Nagroda Krytyki Międzynarodowej FIPRESCI
- 1994: Mięso (Ironica) – Kraków – Nagroda Główna Jury międzynarodowego „Srebrny Smok”
- 1994: Mięso (Ironica) – Keszethly – Central European Initiatives – Grand Prix Jury Międzynarodowego „Balaton Prix” – Nagroda Dziennikarzy
- 1994: Mięso (Ironica) – Motecatini Terme – Nagroda Jury Młodzieżowego – Medal Miasta
- 2003: Gdynia Festiwal Filmów Polskich – Nagroda za pierwszoplanową rolę żeńską dla Katarzyny Figury
- 2006: Ubu Król – Polskie Orły 2005 – Nagroda za Najlepsze Kostiumy dla Magdy Biedrzyckiej
- 2012: Łódź – Forum Kina Europejskiego „Cinergia” – Nagroda Prezydenta Miasta Łodzi i Kina Charlie – za konsekwencję dokonań twórczych

## Ordery i odznaczenia
- Krzyż Kawalerski Orderu Odrodzenia Polski (2013)[16]
- Srebrny Medal „Zasłużony Kulturze Gloria Artis” (9 lutego 2015)[17][18]